# Henderskelfe
Henderskelfe est une paroisse civile du Yorkshire du Nord, en Angleterre.